# Tapping the Vein
Tapping the Vein е петият студиен албум на немската траш метъл група Sodom от 1992 година.

### Списък на песните в албума
1. Body Parts
2. Skinned Alive
3. One Step Over the Line
4. Deadline
5. Bullet in the Head
6. The Crippler
7. Wachturm
8. Tapping the Vein
9. Back to War
10. Hunting Season
11. Reincarnation

### Членове
- Том Ейнджълрипър – вокал, бас китара
- Анди Брингс – китари
- Крис Уичхънтър – барабани